# Joachim Zachris Duncker
Joachim Zachris Duncker, född i Kristina socken i Savolax 12 november 1774, död 5 juli 1809 i Hörnefors, var en officer i svenska armén, farfar till Daniel Joachim Edvard Duncker.  

## Biografi
Duncker tillhörde en gammal tysk krigarsläkt, som redan under 1600-talet omtalas i Finland. Han blev 1789 fänrik vid Savolaxbrigaden och deltog i Ryska kriget 1788-90. Han blev 1804 kapten vid brigadens jägarregemente, Savolax fotjägarregemente. Under kriget 1808-09 utmärkte sig Duncker bland annat i slaget vid Pulkkila den 2 maj och i slaget vid Virta bro den 27 oktober 1808. 
Duncker tjänstgjorde vid fjärde savolakska jägarebataljonen och utnämndes till major 1808. Vid Finlands utrymmande efter konventionen i Olkijoki följde han Cronstedts fördelning till Västerbotten och utnämndes till överstelöjtnant i armén 1809. Duncker stupade i slaget vid Hörnefors och begravdes tillsammans med den ryska kavalleriöversten Aerekof vid Umeå stads kyrka av den ryske generalen Nikolaj Kamenskij.
Genom Johan Ludvig Runebergs "Fänrik Ståls sägner" är Joachim Zachris Dunckers namn för framtiden räddat från glömskan. Tito Collianders Duncker – en av de tappras skara från 1943 bygger på Dunckers egna brev.

## Galleri

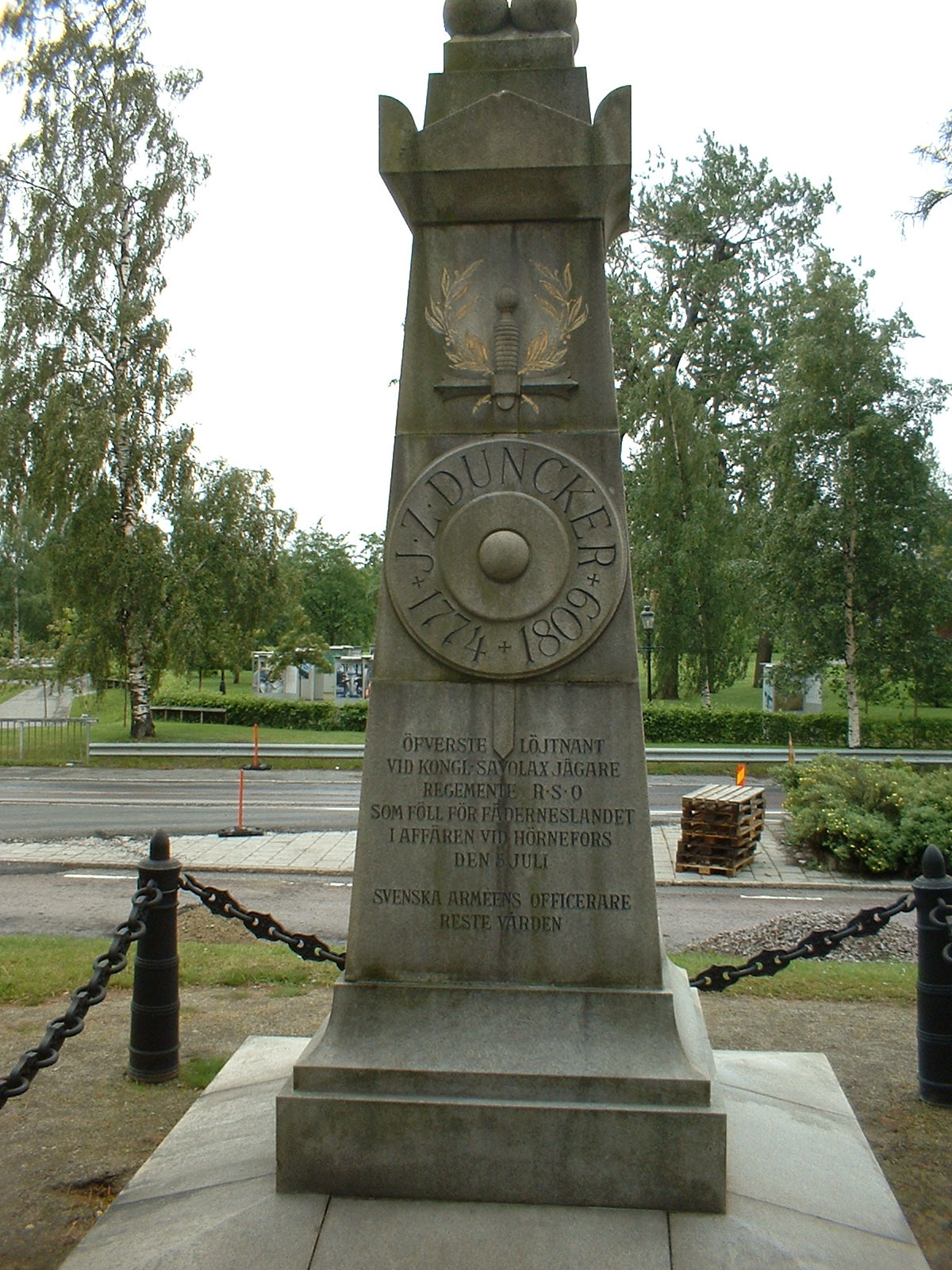
Dunckers gravsten vid Umeå stads kyrka.
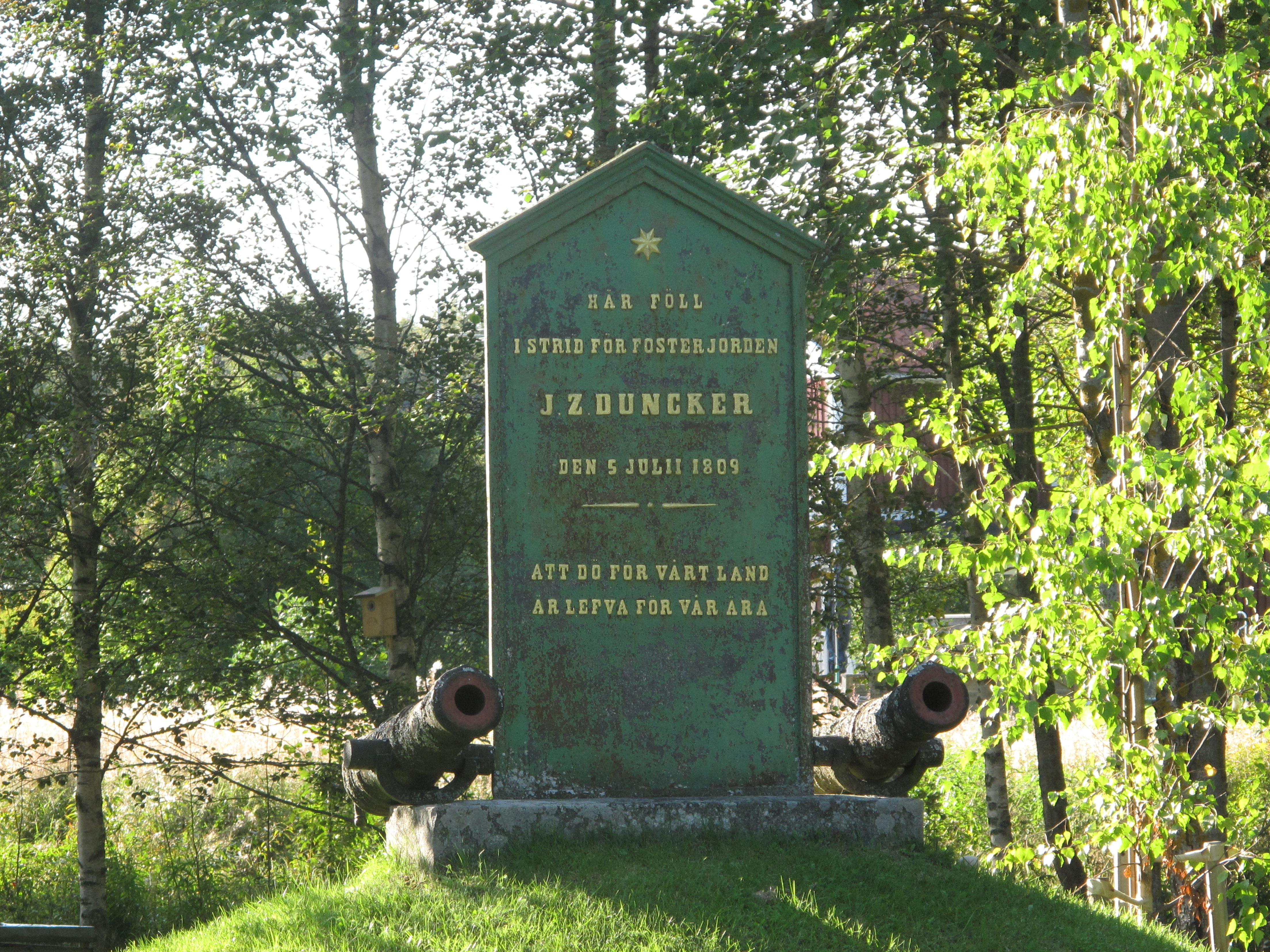
Dunckers monument i Hörnefors.
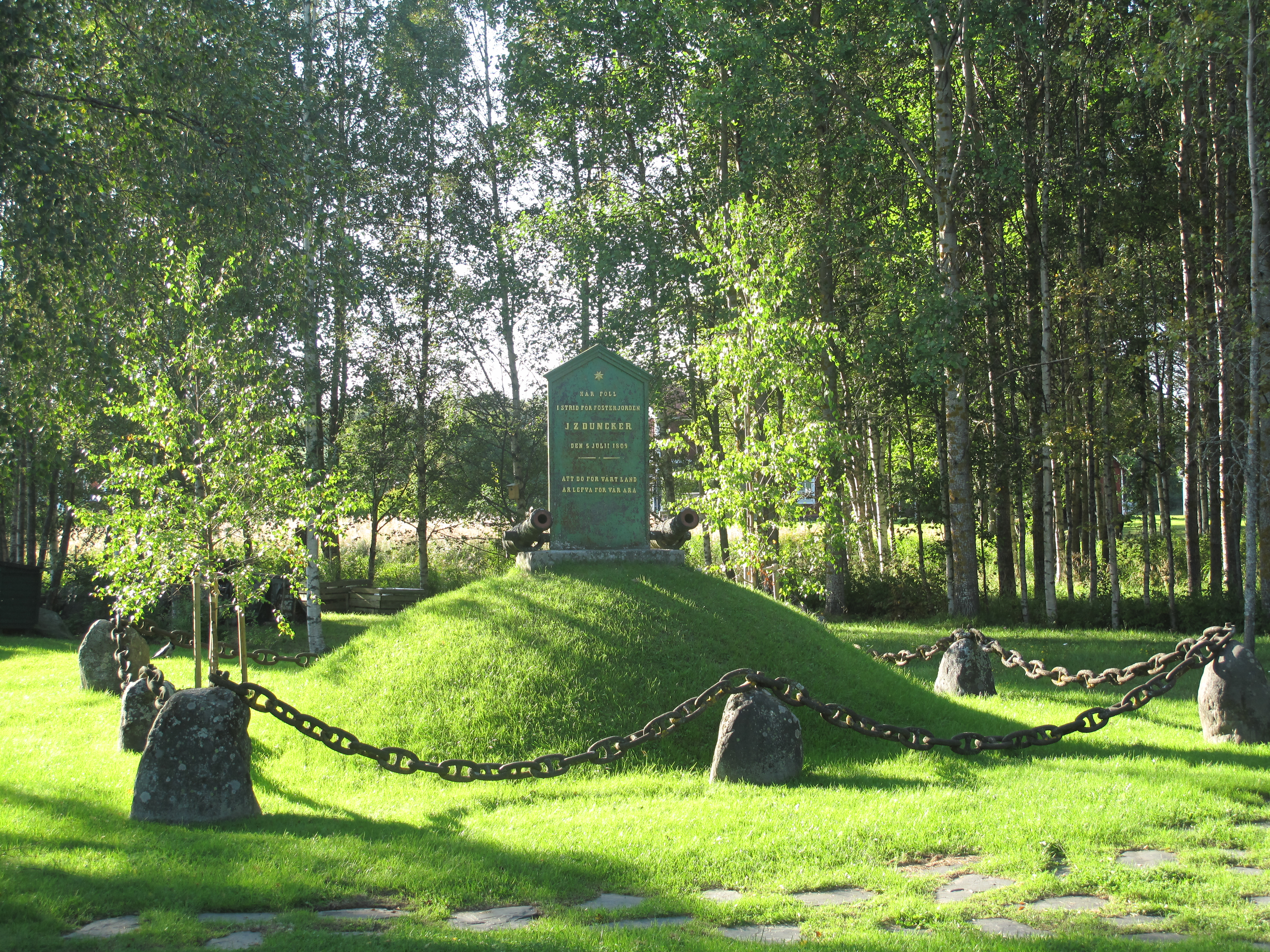
Dunckers monument i Hörnefors.